# Wing Commander 3
Wing Commander 3 – Heart of the Tiger, häufig stilisiert als Wing Commander III, ist eine Weltraumactionsimulation aus dem Jahr 1994 und der dritte Teil der gleichnamigen Serie von Origin Systems. Es ist zugleich der abschließende Titel um die Auseinandersetzung zwischen der menschlichen Konföderation und dem Imperium der katzenartigen Kilrathi. Der Spieler übernimmt die Rolle des Piloten Christopher „Maverick“ Blair, dem namentlich nun festgelegten Hauptcharakter, der identisch zum Protagonisten der beiden Vorgänger ist. Das Spiel trieb die Weiterentwicklung der Reihe als handlungsgetriebene Weltraum-Saga konsequent fort und führte erstmals in der Seriengeschichte Filmzwischensequenzen mit Schauspielern ein. Wing Commander 3 gilt zudem als einer der Titel, der maßgeblich zur Verbreitung der CD-ROM als Datenträgerformat beitrug. Das Spiel erschien für DOS- und Windows-PC, Mac OS, 3DO und PlayStation, Projektleiter war wie bei den vorherigen Titeln Chris Roberts. Der Untertitel Heart of the Tiger leitet sich von Blairs Ehrentitel ab, der ihm von den Kilrathi verliehen wurde und Ausdruck ihrer Achtung vor seinem fliegerischen Können ist.

## Handlung
Die Handlung spielt im Jahr 2669. Die „Concordia“ ist zerstört und Colonel Christopher "Maverick" Blairs Freundin, Colonel Jeannette „Angel“ Devereaux, ist in den Händen der Kilrathi. Blair ist zu Beginn des Spiels emotional am Boden zerstört, da er nichts über das Schicksal von Angel weiß und lediglich Kenntnis davon hat, dass diese auf eine geheime Mission geschickt wurde, von der sie bis dato nicht zurückkehrte. Admiral Tolwyn versetzt Colonel Blair als Wing Commander auf die bereits reichlich betagte „TCS Victory“, unter dem Kommando von Captain William Eisen. Unter der Besatzung des Schiffes befinden sich zwei alte Kameraden, der übergelaufene Kilrathi Lt. Col. Ralgha „Hobbes“ nar Hhallas und Todd „Maniac“ Marshall, zu dem Maverick wegen dessen überbordenden Ehrgeiz und Egoismus ein gespanntes Verhältnis pflegt.
Die „TCS Victory“ ist Bestandteil eines Angriffsplans von Admiral Tolwyn, der endlich die Wende in dem seit Jahrzehnten erbittert tobenden, äußerst verlustreich geführten Krieg bringen soll. Die Jäger des Trägerschiffes sollen die „TCS Behemoth“, ein Großkampfschiff mit einer Planetenvernichtungswaffe, auf ihrem Vorstoß nach Kilrah, dem Zentralplaneten der Kilrathi, vor Angriffen schützen. Dennoch gelingt es den Kilrathi unter der Führung Prinz Thrakhaths, die „Behemoth“ zu vernichten, da der Gegner durch einen unentdeckten Spion auf der „Victory“ über sämtliche Planungen informiert ist. Daneben erfährt Maverick im Duell mit Thrakhath erstmals vom Tod seiner Freundin Angel.
Nach der Vernichtung des Schlachtschiffs aktiviert die Konföderation einen Notfallplan. Paladin weiht Maverick in das Geheimprojekt der Temblor-Bombe ein. Da Kilrah ein tektonisch instabiler Planet ist, könne diese Waffe – an der richtigen Stelle platziert – ebenfalls die Vernichtung des gesamten Planeten verursachen. Die Aufgabe Colonel Blairs ist es, die Bombe mithilfe des experimentellen Kampfjägers Excalibur und einer Tarnvorrichtung über von Angel und ihrem Team angelegte Geheimbasen tief in das Heimatsystem der Kilrathi einzudringen und die Bombe über Kilrah abzuwerfen. Als die Pläne offengelegt werden gibt sich Hobbes als Spion der Kilrathis zu erkennen und flieht von der „Victory“, um die Kilrathi vor dem bevorstehenden Angriff zu warnen. Es bleibt dem Spieler überlassen, ob er Hobbes verfolgt und zur Strecke bringt, oder ob er ihn ziehen lässt. Unabhängig von dieser Entscheidung hinterlässt Hobbes Maverick eine Hologrammbotschaft in dessen Spind, welche in den meisten Versionen des Spiels nie auftaucht. Er erklärt die Gründe seines Verrats, welche darin bestehen, dass er vor seinem Überlaufen von Prinz Thrakhath einer Gehirnwäsche unterzogen wurde. Das Wort "The Heart of the Tiger" ("Das Herz des Tigers"), welches Thrakath kurze Zeit vor Hobbes Verrat zum ersten Mal für Blair verwendet, war der Auslöser, um Hobbes wahre Identität zu wecken.
Colonel Blair fährt mit der Operation wie geplant fort. Im Kilrah-System muss er sich in einer finalen Auseinandersetzung ein letztes Mal Prinz Thrakhath stellen und kann ihn schließlich endgültig besiegen. Er wirft die Bombe wie geplant ab und Kilrah wird zerstört. Blair, der mit seiner Flugmaschine der Druckwelle des zerstörten Planeten nicht schnell genug entkommen kann, wird mitsamt seinem zerstörten Jäger von einem Kilrathi-Flaggschiff aufgelesen. Kommandant Melek nar Kiranka, der ranghöchste Überlebende der Herrscherfamilie, gesteht dem "Herz des Tigers", Colonel Blair, die Niederlage des Imperiums ein und kapituliert.

## Spielprinzip
Das grundlegende Spielprinzip der Serie blieb auch im dritten Teil erhalten. Zwischen den Missionen kann sich der Spieler zwischen mehreren Räumlichkeiten des Spiels wie der Pilotenbar, den Schlafbaracken, dem Kommandostand oder dem Flugdeck bewegen. Dort kann er, ähnlich wie bei den Vorgängern, Gespräche führen, die in Form verfilmter Sequenzen abgespielt werden. An einigen Stellen werden dem Spieler unterschiedliche Reaktions- und Antwortmöglichkeiten angeboten. Diese verändern zwar nicht den grundlegenden Verlauf des Spiels, führen jedoch zu kleinen Variationen und können die Haltung bestimmter Charaktere gegenüber Blair verändern. So kann er sich beispielsweise im Verlauf der Geschichte eine neue Freundin aussuchen, zur Wahl stehen hier zwei weibliche Crewmitglieder der „Victory“.
Der Spieler steuert während der Flugmissionen einen Raumjäger aus einer Cockpit- oder Egoperspektive heraus. Bedingt durch seine Stellung als Geschwaderkommandant der „TCS Victory“ kann der Spieler im dritten Teil nun selbst bestimmen, wer ihn in den Flugmissionen als Flügelpilot begleitet, welcher Raumjäger für die Mission zum Einsatz kommt und wie sich die Bewaffnung zusammensetzen soll. Insgesamt gibt es fünf unterschiedliche Jägertypen, die neben Energiestrahlwaffen unterschiedliche Raketentypen, Raumminen oder Torpedos mit sich tragen.
Zu den neuen Funktionen zählt die Möglichkeit, die Geschwindigkeit des eigenen Jägers per Tastendruck an die des anvisierten Gegners anzupassen. Ähnlich wie in Star Wars: X-Wing kann die Verteilung der Raumschiffsenergie zwischen Antriebs-, Waffen-, Schutzschild- und Reparatursystem nach eigenen Vorstellungen angepasst werden. Mit dem automatischen Gleiten, das manche Schiffe beherrschen, wird die Flugrichtung des Jägers beibehalten, während die Ausrichtung des Schiffs beliebig verändert werden kann. Dadurch kann der Jäger etwa parallel und bei gleichbleibender Geschwindigkeit zu einem Großkampfschiff fliegen, während der Spieler den Bug zum Feuern auf die Flanken des Raumschiffs ausrichtet. Neben den üblichen Patrouillen-, Eskort- und Angriffsmissionen gibt es Spezialeinsätze wie das Verminen von Sprungpunkten, das Abschießen getarnter Raumtorpedos oder, erstmals in der Seriengeschichte, Atmosphäreneinsätze auf Planeten. Insgesamt gibt es etwa 50 verschiedene Missionen, die je nach Entscheidungen des Spielers und Missionserfolg jedoch nicht alle gespielt werden müssen. Ähnlich wie in den Vorgängern gibt es mehrere alternative Endmöglichkeiten des Spiels, die jedoch deutlich vom formulierten Spielziel abweichen.

## Entwicklung

### Produktion
Wing Commander 3 wurde mit einem Budget von etwa vier bis fünf Millionen US-Dollar entwickelt. Es handelte sich damit seinerzeit um eine der teuersten Spieleproduktionen. Die Handlungselemente des Spiels wurden nicht mehr mittels Computeranimation, sondern mit digitalisierten FMV-Sequenzen erzählt. Möglich wurde dies, da durch die Übernahme Origin Systems durch Electronic Arts im Jahr 1993 moderne Silicon-Graphics-Workstations für die Entwicklung zur Verfügung standen. Die Aufnahmen wurden mithilfe von Green- und Bluescreen-Technik getätigt und Hintergründe anschließend in Spielgrafik eingefügt. Als Grafikengine kam die von Roberts ursprünglich für Strike Commander entwickelte und auf SVGA aufgerüstete RealSpace-Engine zum Einsatz.
Der dritte Teil ist zugleich das erste Spiel der Hauptserie, bei dem Roberts keinen aktiven Part in der Programmierung mehr übernahm. Obwohl die Grundlagen der RealSpace-Engine von ihm stammten, hatte er keinen Anteil an der Entwicklung der Spiellogik und des Programmcodes. Nachdem Roberts ursprünglich nur für einen Testdreh auf dem Regisseurstuhl Platz nehmen sollte, übernahm er diese Rolle anschließend vollständig.
Die Rollen der Spielfiguren in den Zwischenfilmen wurden zum Teil von bekannten Schauspielern übernommen. So spielte Mark Hamill den Helden Christopher „Maverick“ Blair, Malcolm McDowell seinen Vorgesetzten Admiral Tolwyn. John Rhys-Davies übernahm die Rolle des Paladin, Mavericks Freund aus alten Tagen. Daneben spielt der aus Zurück in die Zukunft und Blood in, Blood out bekannte Mime Tom Wilson die Rolle des Maniac. Für die Rolle der Schiffstechnikerin Rachel Coriolis wurde die Pornodarstellerin Ginger Lynn engagiert. Origin bewarb das Spiel als interaktiven Film.
Blairs Rufzeichen „Maverick“ war während der Dreharbeiten noch nicht bekannt (es wurde erst 1996 in der TV-Serie Wing Commander Academy eindeutig bestätigt), weshalb es im Spiel nie erwähnt wird. Während alle Piloten meistens mit ihren Rufzeichen (Maniac, Flint, Vagabond, Vaquero, Hobbes, Flash, Cobra) angesprochen werden, wird Blair in Dialogen stets mit seinem normalen Namen erwähnt. Wenn der Spieler zum ersten Mal das Hauptterminal anklickt, wird er aufgefordert, einen „Namen zur Sicherheitskontrolle“ (englisch: „Enter Callsign for Security“) einzugeben. Gibt er jetzt „Maverick“ ein, wird dieses Rufzeichen neben den anderen Piloten auf dem Killboard stehen. Der Spieler hat jedoch freie Wahl, welches Rufzeichen er Blair gibt.

### Versionen
Wing Commander 3 erschien aufgrund der zahlreichen Videosequenzen auf vier CD-ROMs und wurde mehrsprachig ausgeliefert. Es erschien ursprünglich für PC und Apple Macintosh und wurde in den Folgejahren zusätzlich auf PlayStation und 3DO portiert. Die jüngeren Fassungen beinhalten im Vergleich zur Erstfassung zusätzliche Filmsequenzen. Darunter ist eine Szene, in der Hobbes nach seiner Flucht von der „Victory“ in einer Holobotschaft Colonel Blair die Beweggründe seines Verrates darlegt. Durch das Fehlen dieser Erklärung in der Ursprungsfassung wirkte das Handeln des Kilrathi unverständlich und wurde daher nachgereicht. Hobbes erklärt darin, dass er ein Schläferagent war, der freiwillig einer Persönlichkeitsüberlagerung zugestimmt hatte. Seine dem Kilrathi-Imperium treu ergebene Identität wurde dabei durch eine menschenfreundliche Persönlichkeit ausgetauscht (vgl. die SciFi-Kurzgeschichte Erinnerungen en gros von Philip K. Dick). Auf diese Weise gelang schließlich das Einschleusen in die Konföderation (vgl. die Handlung von Wing Commander: The Secret Missions 2). Erst durch die Nennung des Codeworts „Herz des Tigers“, Blairs kilrathischen Ehrennamen, wurde die ursprüngliche Identität wieder hergestellt.
Ungewöhnlich breit war die Preisspanne, unter der das Spiel bei Veröffentlichung im Handel angeboten wurde. Während eine PC-Kette das Spiel dauerhaft für 99 DM anbot, verlangten die Märkte einer großen Elektronikkette am Anfang 169 DM – ein Preis, der bis dahin noch nie für ein Computerspiel verlangt wurde. Allerdings handelte es sich dabei nicht um die normale Verkaufsversion des Spiels, sondern um die sogenannte Premiere Edition.
Anstatt in einer normalen Pappbox war die Premiere Edition in einer als Filmrolle geformten Metalldose verpackt und enthielt zusätzlich noch ein T-Shirt, eine Videokassette mit dem Making of und zwei CDs mit dem Soundtrack, Hintergrundinformationen, Interviews und misslungenen Szenen. Der amerikanischen Fassung lag zudem der Wing-Commander-Roman Fleet Action von William Forstchen bei, der den der Spielhandlung vorhergehenden Angriff der Kilrathi auf die Erde thematisiert (siehe unten).

### Besetzung
| Rolle                        | Schauspieler       | Synchronsprecher    |
| ---------------------------- | ------------------ | ------------------- |
| Christopher „Maverick“ Blair | Mark Hamill        | Frank Röth          |
| Admiral Geoffrey Tolwyn      | Malcolm McDowell   | Jürgen Jung         |
| James „Paladin“ Taggart      | John Rhys-Davies   | Manfred Erdmann     |
| Todd „Maniac“ Marshall       | Thomas F. Wilson   | Jan Odle            |
| Captain William Eisen        | Jason Bernard      | Herbert Weicker     |
| Ralgha „Hobbes“ nar Hhallas  | John Schuck        | Thomas Rauscher     |
| Prinz Thrakhath nar Kiranka  | John Rhys-Davies   | Alwin Joachim Meyer |
| Rachel Coriolis              | Ginger Lynn        | Michele Sterr       |
| Robin „Flint“ Peters         | Jennifer MacDonald |                     |
| Jeannette „Angel“ Devereaux  | Yolanda Jilot      | Daniela Arden       |
| Jace „Flash“ Dillon          | Josh Lucas         | Crock W. Krumbiegel |
| Laurel „Cobra“ Buckley       | B.J. Jefferson     | Maria Böhme         |
| Mitchell „Vaquero“ Lopez     | Julian Reyes       | Oliver Mink         |
| Winston „Vagabond“ Chang     | François Chau      | Claus Brockmeyer    |
| Ted „Radio“ Rollins          | Courtney Gains     | Niko Macoulis       |
| Melek nar Kiranka            | Tim Curry          |                     |

### Community-Support
Nach dem Ende des offiziellen Supports durch Origin kümmerte sich die Fan-Community selbst weiter um den Support für das Spiel. Beispielsweise wurden durch die Community mehrere inoffizielle Patches zur Verbesserung der Kompatibilität mit neueren Windows-Versionen und neuerer PC-Hardware entwickelt.

### Re-Release
Am 13. September 2011 wurde WC III auf gOG.com als Download-Version wiederveröffentlicht.

### Quelltext
Der durch die Auflösung Origin Systems verloren geglaubte Quelltext von Wing Commander 3 wurde im September 2011 durch einen ehemaligen Entwickler der Fan-Gemeinde zur Verfügung gestellt, um einen endgültigen Verlust über eine Langzeitarchivierung zu verhindern.

## Rezeption
Das amerikanische Spielemagazin Computer Gaming World zeichnete Wing Commander 3 1995 als Actionspiel des Jahres und Tom Wilson für die beste männliche Schauspielleistung aus. Mit 96 % Spielspaß hielt Wing Commander 3 jahrelang den Rekord in der PC Games, bis dieser 2004 von Half-Life 2 eingestellt wurde.
Wing Commander gilt zusammen mit Myst und Star Wars: Rebel Assault als einer der maßgeblichen Titel für den Erfolg der CD-ROM als Datenträgerformat für Computerspiele. Obwohl anfangs große Bedenken gegen einen ausschließlich auf CD-ROM veröffentlichten Titel existierten, verkaufte sich der Titel über eine Million Mal. Es handelte sich um EAs ersten CD-ROM-exklusiven Millionenseller.
Die hochwertigen Zwischensequenzen des Spiels boten einem engagierten Fan und Filmfreund genug Material, um daraus einen zweistündigen Spielfilm zu schneiden.
Wertungsspiegel PC
- PC Games 2/95: 96 %[16]
- PC Joker 2/95: 87 %[16]
- PC Player 2/95: 89 %[2]
- Power Play 2/95: 82 %[3]
- Computer Gaming World 2/95: 5 von 5[17]
- CD-ROM Today 02/95: 4,5 von 5[18]

Wertungsspiegel PlayStation
- Fun Generation 5/96: 10 von 10[19]
- Mega Fun 4/96: 90 %[20]
- NeXt Level 5/96: 80 %[21]
- Video Games 4/96: 79 %[22]

Wertungsspiegel 3DO
- Mega Fun 8/95: 89 %[23]
- Video Games 8/95: 82 %[24]

## Merchandising

### Romane
Es erschienen mehrere Romane zum Wing-Commander-Universum in den US-amerikanischen Verlagen Baen Books und Harper Entertainment, die in Teilen durch den deutschen Verlag Bastei Lübbe in deutscher Übersetzung veröffentlicht wurden. Expliziten thematischen Bezug zum ersten Teil der Serie hat dabei:
- William R. Forstchen: Die Geheimflotte, Bastei Lübbe, 1995, ISBN 3-404-23160-0
Dieser Roman behandelt Ereignisse kurz vor den Ereignissen von Wing Commander 3 und lag auch der englischsprachigen Premiere Edition des Spiels bei. Die Kilrathi wurden von den Angriffen der Konföderation schwer geschwächt und bis zur Fertigstellung ihrer geheimen Trägerschiffe dauert es noch mindestens ein Jahr. Also versuchen sie, die Konföderation in eine Falle zu locken, indem sie Friedensabsichten vortäuschen. Doch einige wenige Mitglieder der Konföderation versuchen, die Existenz der geheimen Kilrathi-Flotte zu beweisen – was am Ende in einer gigantischen Schlacht um die Erde gipfelt.
- Andrew Keith & William R. Forstchen: Das Herz des Tigers Bastei Lübbe, 1995. ISBN 3-404-23189-9
Es handelt sich um den Roman zum Spiel, der nach Veröffentlichung der PC-Version erschien. Obwohl im Roman eine große Nummer der trivialeren Missionen aus dem Spiel ausgelassen wurden, trägt der Roman sehr dazu bei, die Crew der TCS Victory plastischer zu porträtieren. Zudem enthält er auch die zusätzliche Szene, in der Hobbes die Beweggründe für seinen Verrat erklärt. Durch das Fehlen dieser Szene im PC-Spiel wirkte das Verhalten des Verräters ziemlich unnachvollziehbar. In den später veröffentlichten Versionen des Spiels für den 3DO und die PlayStation war die Szene daher enthalten. Das Buch weicht jedoch auch in einigen Details vom Spiel ab, etwa was den Tod gewisser Nebencharaktere angeht, und legt sich auf bestimmte Varianten fest. Demnach kann Blair die in einer Mission drohende Zerstörung des Planeten Locanda, Flints Heimatplaneten, nicht verhindern. Er beginnt eine Romanze mit Rachel, während Flint über Kilrah abgeschossen und getötet wird.

### Weitere Begleitprodukte
1995 veröffentlichte das Unternehmen Mag Force 7 von US-Autorin Margaret Weis ein Sammelkartenspiel zu Wing Commander 3. Für das Design zeichneten die Fantasy- und Science-Fiction-Autoren Jeff Grubb und Don Perrin verantwortlich.